# Klaus Zeh

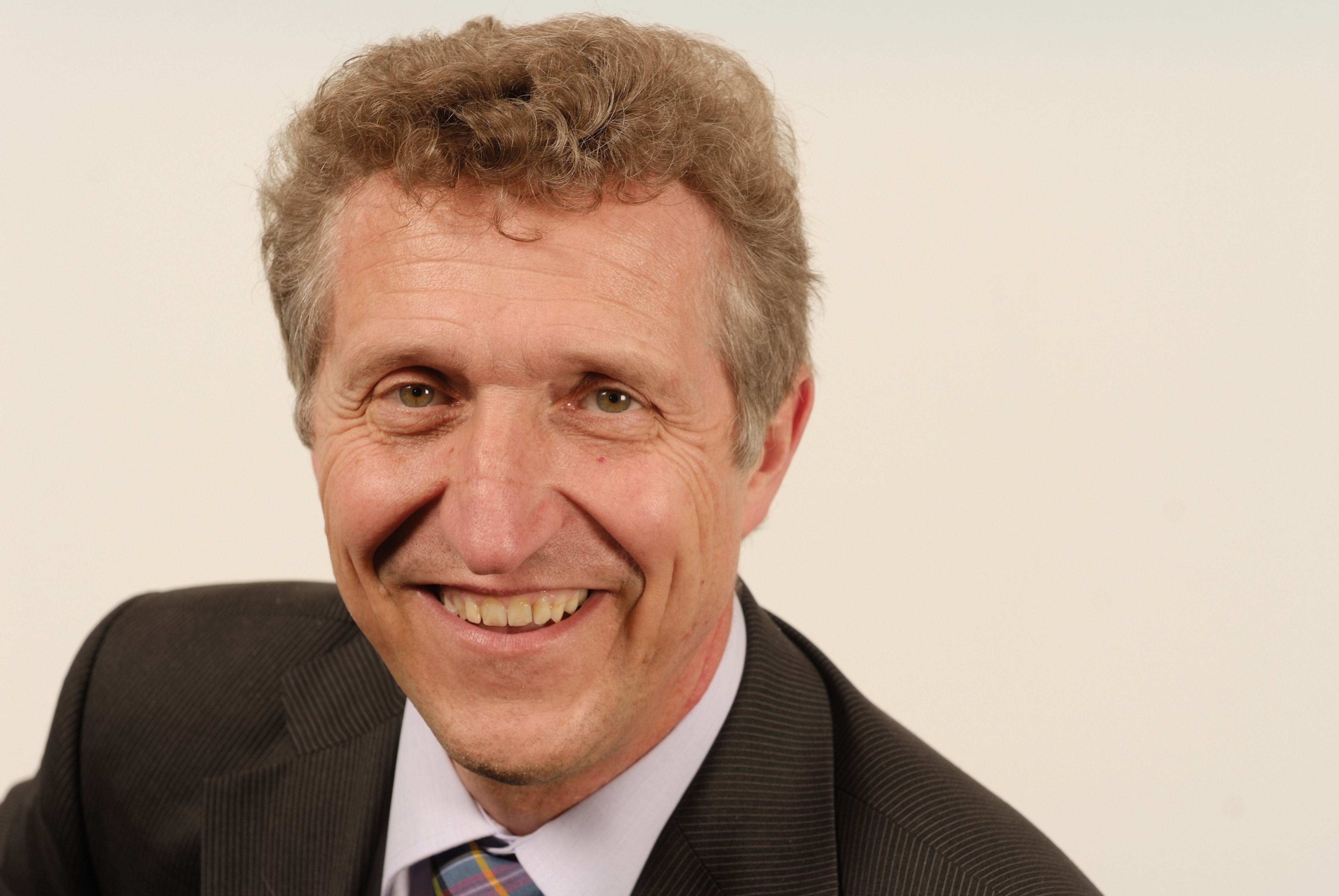
Klaus Zeh, 2011

Klaus Zeh (* 16. November 1952 in Leipzig) ist ein deutscher Politiker (CDU).
Er war von 1990 bis 1994 Finanzminister und von 2003 bis 2008 Minister für Soziales, Familie und Gesundheit des Freistaates Thüringen. Vom 8. Mai 2008 bis zum 4. November 2009 war er Thüringer Minister für Bundes- und Europaangelegenheiten und Chef der Staatskanzlei. Von Juli 2012 bis Mai 2017 war Klaus Zeh Oberbürgermeister der Stadt Nordhausen.

## Leben und Beruf
Zeh wurde als Sohn eines Industriemeisters und einer Blumenbinderin geboren.  Seine Eltern, Vertriebene aus den Ostgebieten, zogen ihn im katholischen Glauben auf. Nach dem Abitur 1971 absolvierte Zeh ein Studium der Informationstechnik an der TU Dresden, das er 1975 beendete. Danach war er bis 1978 als Dozent beim VEB Robotron in Leipzig tätig. 1978/79 schloss er ein Zusatzstudium der Ingenieurpädagogik ab und war dann bis 1982 als Entwurfsingenieur für Mikrochips im Funkwerk Erfurt tätig. Danach arbeitete er bis 1990 als Problemanalytiker bei microelektronik erfurt. Von 1985 bis 1989 war er daneben außerplanmäßiger Aspirant an der Akademie der Wissenschaften der DDR in Dresden. 1990 wurde er an der TU Dresden zum Dr.-Ing. promoviert. Seit Juni 2011 ist Zeh Präsident des Deutschen Familienverbandes.
Klaus Zeh ist seit 1976 verheiratet und hat zwei Kinder. Er lebt in Nordhausen.

## Partei
1990 wurde Zeh Mitglied des Demokratischen Aufbruchs, dessen stellvertretender Vorsitzender in der DDR und Vorsitzender des DA-Landesverbandes Thüringen. Seit der Fusion des Demokratischen Aufbruchs mit der CDU gehört er dem CDU-Landesvorstand in Thüringen an und war von 1990 bis 1992 sowie von 2012 bis 2014 Stellvertretender Landesvorsitzender der CDU. Von 1993 bis 2015 war er außerdem Vorsitzender des CDU-Kreisverbandes Nordhausen. Von 1996 bis 2000 war er daneben Landesschatzmeister und von 2001 bis 2003 Landesgeschäftsführer der Thüringer CDU.

## Abgeordneter
Er war seit 1990 Mitglied des Thüringer Landtages. Hier war er von 1999 bis 2001 finanzpolitischer Sprecher und von 1999 bis 2003 Stellvertretender Vorsitzender der CDU-Fraktion. Seit dem 4. November 2009 war Klaus Zeh stellvertretender Vorsitzender und medienpolitischer Sprecher der CDU-Fraktion im Thüringer Landtag.

## Öffentliche Ämter
Von 1990 bis 1994 gehörte er als Finanzminister der von Ministerpräsident Josef Duchač bzw. ab 1992 von Bernhard Vogel geführten Landesregierung des Freistaates Thüringen an.
Seit 1999 ist Zeh Mitglied des Nordhäuser Stadtrates und übernahm von 2010 bis 2012 dessen Vorsitz.
Im Juni 2003 wurde er als Minister für Soziales, Familie und Gesundheit in die von Ministerpräsident Dieter Althaus geleitete Landesregierung berufen. Nach einer Kabinettsumbildung, die am 23. April 2008 angekündigt und am 8. Mai vollzogen wurde, war Zeh Chef der Staatskanzlei sowie Thüringer Minister für Bundes- und Europaangelegenheiten; neue Sozialministerin wurde Christine Lieberknecht.
Nach der Wahl Birgit Diezels zur Präsidentin des 5. Thüringer Landtags übernahm Zeh am 29. September 2009 geschäftsführend das Finanzministerium. In dem nach der Landtagswahl 2009 gebildeten Koalitionskabinett Lieberknecht wurde Zeh nicht wieder als Minister berücksichtigt.
Zeh gewann am 6. Mai 2012 die Stichwahl gegen Matthias Jendricke (SPD) zum Amt des Oberbürgermeisters der Stadt Nordhausen, das er zum 1. Juli 2012 übernommen hatte (Nachfolger von Barbara Rinke). Am 8. März 2017 gab er aus gesundheitlichen Gründen seinen Rücktritt bekannt und schied am 18. Mai aus dem Amt aus. Bis zur Wahl des Oberbürgermeisters Kai Buchmann (parteilos) führte die Beigeordnete Jutta Krauth (SPD) kommissarisch die Amtsgeschäfte.